# Casa Tosi
Casa Tosi was een warenhuisketen in Ecuador met een assortiment dat voornamelijk uit kleding, huishoudelijke producten en huishoudelijke apparaten bestond. 

## Geschiedenis
Het bedrijf werd in 1919 opgericht door de Italiaan Carlo Tosi Siri in de stad Guayaquil. In 1938 nam de Italiaan Egidio Zunino Zunino het bestuur van het bedrijf over. Het hoofdkantoor van de onderneming was gevestigd in de Calle Aguirre en de Calle Pedro Carbo. In 1978 was het een van de eerste winkels in Ecuador die een eigen creditcard uitgaf. 
Het bedrijf kende een duizelingwekkende omzetdaling in 2010, het jaar waarin $ 15 miljoen werd omgezet tegen $ 31 miljoen twee jaar eerder. In januari 2011 sloot het bedrijf het filiaal in het winkelcentrum Mall del Sol. Twee jaar later werd de verlieslatende vestiging in het winkelcentrum Mall del Sur gesloten, het op een na grootste filiaal van de keten.
In april 2013 nam de regering van Ecuador de controle over het bedrijf over door te beweren dat Pietro Franceso Zunino, eigenaar van de geliquideerde Banco Territorial, de meerderheid van de aandelen in Casa Tosi bezat, waarmee hij de Ecuadoraanse antitrustwet overtrad. Casa Tosi had ook schulden bij de Belastingdienst en de sociale verzekeringen. Daarnaast was er nog een lening van $ 17 miljoen verschuldigd aan Banco Pichincha. 
Eind 2013 werd bekend dat de inkomsten waren gedaald tot $ 6,97 miljoen, wat ruim $ 2 miljoen aan verliezen tot gevolg had. Op 1 april 2014 werd de definitieve sluiting van de activiteiten van het bedrijf aangekondigd, waarmee na meer dan 90 jaar een einde kwam aan het bedrijf. 
Het bedrijf werd in april 2014 gesloten, na aanhoudende financiële problemen. Op het moment van de sluiting had het vijf warenhuizen; drie in Guayaquil en twee in Quito.  